# Dipoena praecelsa
Dipoena praecelsa là một loài nhện trong họ Theridiidae.
Loài này thuộc chi Dipoena. Dipoena praecelsa được Eugène Simon miêu tả năm 1914.